# Diego Flaccadori
Diego Flaccadori, né le 5 avril 1996, à Seriate, en Italie, est un joueur italien de basket-ball. Il évolue au poste d'arrière.